# 真腔骨龍屬
真腔骨龍屬是鳥頸類主龍的一個屬，化石發現於美國新墨西哥州的欽爾組（Chinle Formation），地質年代約為三疊紀諾利階。在最初描述的時候被認為是屬於腔骨龍科，但在2005年的研究發現牠其實是西里龍（Silesaurus）的近親。在2006年，這個結果得到了支持，且認為真腔骨龍是恐龍的姊妹分類單元.。
但是，西里龍與牠們的演化關係卻不詳。有研究將真腔骨龍歸類於恐龍形類（Dinosauriformes），但卻不排除是原始的鳥臀目恐龍。

## 外部連結
- PDF of Ezcurra (2006) （页面存档备份，存于）
- William Parker's reaction to Ezcurra (2006) （页面存档备份，存于）, from the Dinosaur Mailing List.